# Boeotia Macula
La Boeotia Macula è una struttura geologica della superficie di Europa.